# 913
913(구백십삼)은 912보다 크고 914보다 작은 자연수다.

## 수학
- 합성수로, 그 약수는 1, 11, 83, 913이다. 진약수의 합은 95이므로, 913은 부족수다.
- {\displaystyle 913=2^{5}\times 3^{3}+7^{2}}
- {\displaystyle 82^{10}-1}은 913으로 나누어떨어진다.

## 과학
- NGC 913(영어판): 안드로메다자리 방향에 있는 렌즈형은하.

## 교통

### 철도
- 서울 지하철 9호선 당산역의 역번호.

### 도로
- 913번 지방도: 경상북도 성주군 수륜면 신정리에서 상주시 낙동면 낙동리까지 이어지는 대한민국의 지방도.
- 913번 홋카이도도(일본어판)

## 문화유산
- 대한민국의 보물 제913호: 경주 남산 용장사지 마애여래좌상

## 기타
- 날짜: 9월 13일
  - 9·13 사건 (1971년)
- 연도: 913년, 기원전 913년